# كشافة ومرشدات النمسا
كشافة ومرشدات النمسا هي أكبر كشافة وتنظيم لحركة المرشدات في النمسا وتعتبر الوحيدة المعتمدة في النمسا من قبل الجمعية العالمية للمرشدات وفتيات الكشافة، والمنظمة العالمية للحركة الكشفية. والجمعية لديها أكثر من 300 جندي (الوحدات المحلية) مع أكثر من 85,000 كشاف على الصعيد الوطني. المنظمة الكشفية العالمية تعطي القيم لعضوية 9503 كشاف (اعتبارا من 2013) و 10508 مرشدة (اعتبارا من 2003).
الجمعية هي عضو في المجلس الوطني للشباب النمساوية

## روابط خارجية
- الموقع الرسمي